# エジプト民族
エジプト民族（エジプトみんぞく）は、現在のエジプトの主流派を占める民族のこと。古代エジプト人と主にアラブ民族の流入を経て形成された民族である。ギリシャ民族系やトルコ民族系のエジプト人も認められる。

## 歴史
エジプト民族は6000年にも及ぶ歴史を誇っている。エジプト文明はナイル川の恵みを受けて発展し、強大な王権が形成された。ピラミッド、スフィンクス、ヒエログリフなどの文化遺産はこの時期に形成されたものである。
紀元前1000年頃からは王権が衰退し、エジプトはアッシリアなどの異民族の侵略と支配を経験することとなった。アッシリアの統治の後に一時的に独立を回復するが、ペルシア王カンビュセス2世の軍勢の前に敗北し、再びその属領となる。
アレクサンドロス大王の遠征によりマケドニア系王朝プトレマイオス朝が成立した。プトレマイオス朝の君主達は、先進的なエジプト古来の文化・習俗を維持した。この時代にはアレキサンドリアに大図書館が建設され、学問の地として以前と変わらず繁栄した。
その後エジプトはオクタビアヌスの征服に依りローマ帝国の属州となった。やがてローマ帝国が分裂し、東ローマ帝国が成立するとギリシャ文化・ギリシャ語の影響を受けた。現在まで続く中世エジプト語であるコプト語は東ローマ帝国統治時代にギリシャ語の影響を受けて形成された。
7世紀のイスラム帝国以後ウマイヤ朝・アッバース朝・ファーティマ朝・アイユーブ朝・マムルーク朝と、イスラム王朝がエジプトを統治する。エジプトにアラブ民族が流入し、文化，言語のアラビア化が進んでいった。16世紀にはオスマン帝国に征服された。
18世紀末にフランスのナポレオン・ボナパルトのエジプト遠征に依りオスマン帝国の支配が動揺すると、それを突いてアルバニア人のムハンマド・アリーが政権を握り、オスマン帝国への形式的服属を続けつつ近代化を進めた。しかしイギリスの政治工作と軍事力の前に破れ、19世紀末にはエジプトはイギリスの保護国（実質的な植民地）となった。第一次世界大戦後の1922年にエジプトは独立したが、その後もイギリスの影響力は残存した。
第二次世界大戦後にはイギリスの影響力の残存やパレスチナにおけるイスラエルとの第一次中東戦争の敗北などにより反政府組織が活発化し、遂には1952年、自由将校団によるエジプト革命が勃発してムハンマド・アリー朝は崩壊した。1953年に共和制へと移行し、エジプト共和国が成立した。
アンワル・アッ＝サダトののち、ホスニー・ムバラクが大統領として長期政権を担ったものの国民の独裁への反発による抗議運動の激化で2011年2月に辞任し、混乱が続いている。

## 言語
エジプト民族の本来の母語はエジプト語である。エジプト語は古代エジプトのヒエログリフに遡る歴史の長い言語であり、現在でもコプト語として存続している。しかし現在エジプト人の中でエジプト語を使える人間は少なく、母語話者はナイル川デルタ南部の隔絶した村落に数えるほどしか残っていない。これは7世紀のイスラムのエジプト征服に由来する。11世紀までには北エジプトで、14世紀までには南エジプトで一般人の日常言語がアラビア語へと切り替わり、17世紀までにはキリスト教徒も含めて殆どのエジプト人がアラビア語を使用するようになった。現在のエジプトの公用語はアラビア語のフスハーであり、日常語はエジプト・アラビア語である。このため本来はエジプト民族はアラブ民族ではないが、ムスリムの間では自らを“アラブ人”とする意識が支配的である。
アラブ人征服者は中東各地の土着の農民をフェラヒン（単数形：Fellah, فِلاح , 複数形：Fellaheen/Fellahin, فِلاحين ）と呼んだが、現在のエジプトでも農民はフェラヒンと呼ばれる。その多くはイスラム教とアラビア語を受容した被征服者のエジプト民族であり、少数派であるアラブ人・トルコ人や都市のユダヤ人・アルメニア人らとほとんど通婚することなく農村社会で暮らしてきた。20世紀後半の都市への人口流入・都市の拡大といった急速な都市化により、19世紀末には大半が農村人口であったエジプトは、20世紀末には人口の半分が都市に住むようになった。この流れで、フェラヒンも多数が都市に住むようになっている。

## 宗教

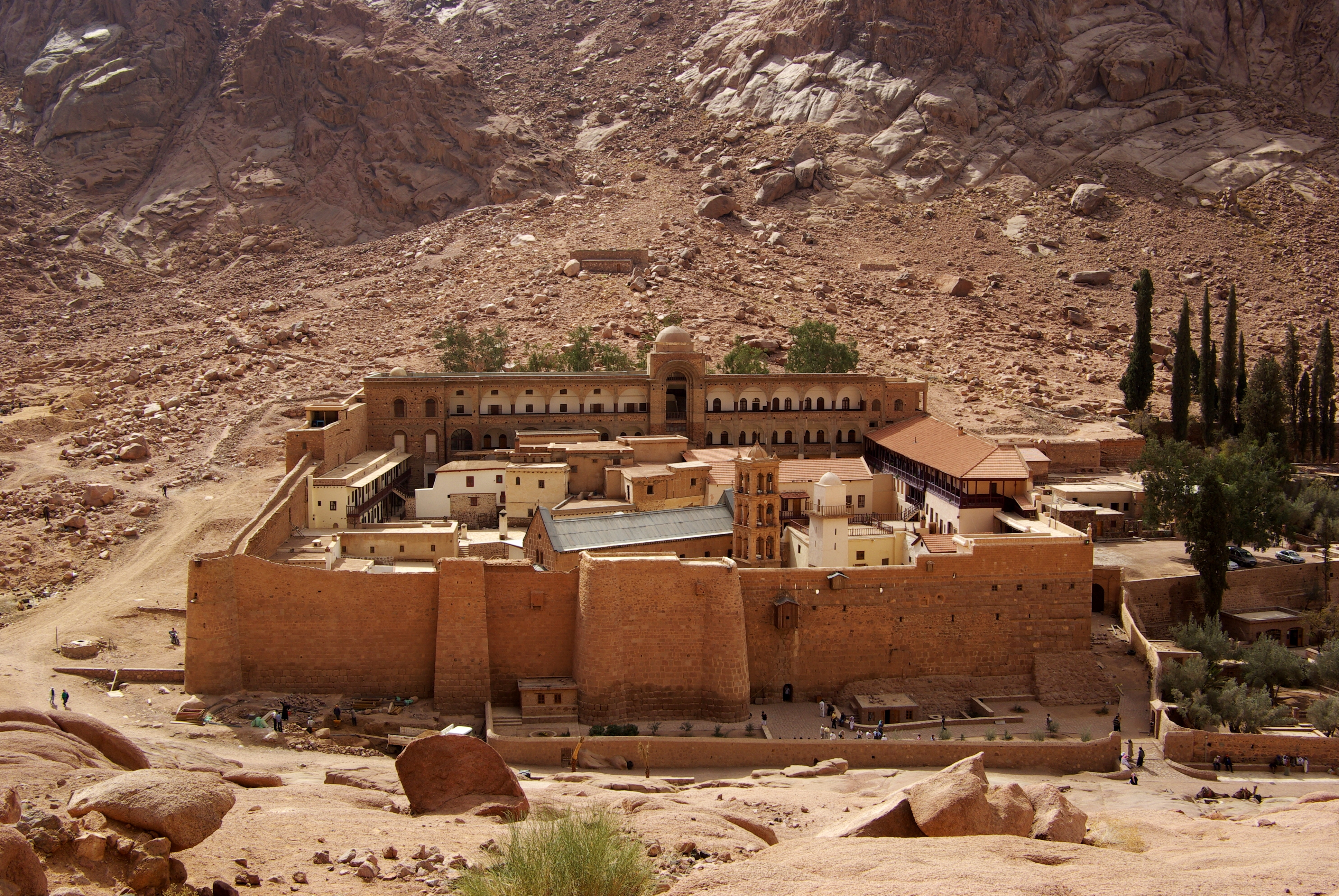
聖カタリナ修道院は東ローマ帝国時代に建設されたキリスト教修道院である。

エジプト人の本来の宗教は古代エジプト神話に遡る多神教であったが、ローマ帝国統治時代の後期からキリスト教（今日のコプト教会）が普及し、東ローマ帝国統治時代にはキリスト教への改宗が進んだ。7世紀以降のイスラム諸国統治時代の長い年月の間にイスラム教への改宗者が増加し、現在エジプト民族の90パーセントがスンナ派ムスリムである。キリスト教徒は10パーセント未満であり、エジプト本来の多神教は一部の習俗に名残を留めただけで断絶した。

## 文化

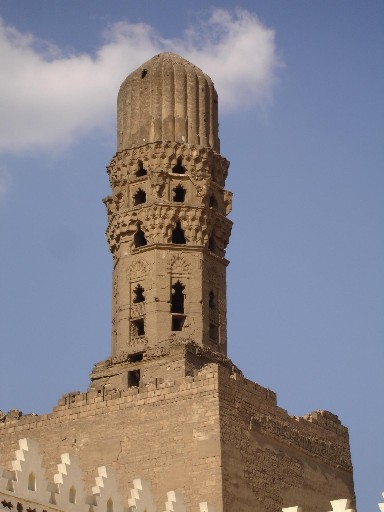
ハーキムのモスク

エジプト民族は長い歴史を誇るため、その文化遺産も極めて多様である。古代エジプト時代のピラミッドやスフィンクス、ヒエログリフなどはエジプト民族を象徴するものとみなされ、外国人がエジプトに対してイメージするのもこれらの文化遺産である。古代エジプト文化はエジプト民族の文化の基盤であり、現在でも土着の習俗や祭典、そして現代のエジプト・アラビア語などに痕跡をとどめている。
エジプトはまた、ヘレニズム～東ローマ帝国におけるエジプト文化でも知られている。アレキサンドリアの遺跡はこの都市が当時世界有数の規模を誇っていたことを物語っている。
近世、近代エジプトに於ける最も重要な文化基盤はムスリムによってもたらされたアラブ・イスラーム文化である。正則アラビア語は現代のエジプトの公用語であり、また民衆語はエジプト・アラビア語である。イスラム教徒によって立てられた数々の壮麗なモスクは現在でも市民共同体の結束の場であり、宗教儀礼の行われる場所である。

## 遺伝子・人種
エジプト人のY染色体ハプログループはネグロイド系のハプログループE1b1が31-53.5%と最も高頻度でみられる（その他にはハプログループJ，ハプログループR1b等)。ミトコンドリアDNAハプログループはL0~L4系統，Hがそれぞれ20%前後を占めている。

## 参照
1. ↑  The Dairy Star of Egypt 2007年1月23日
2. ↑  Zalloua, P; Platt, D; Elsibai, M; Khalife, J; Makhoul, N; Haber, M; Xue, Y; Izaabel, H; Bosch, E; Adams, Susan M.; Arroyo, Eduardo; López-Parra, Ana María; Aler, Mercedes; Picornell, Antònia; Ramon, Misericordia; Jobling, Mark A.; Comas, David; Bertranpetit, Jaume; Wells, R. Spencer; Tyler-Smith, Chris (2008). "Identifying Genetic Traces of Historical Expansions: Phoenician Footprints in the Mediterranean". The American Journal of Human Genetics 83 (5): 633–42. doi:10.1016/j.ajhg.2008.10.012. PMC 2668035. PMID 18976729.